# Fernando Lázaro Carreter
Fernando Lázaro Carreter (Zaragoza, 13 de abril de 1923-Madrid, 4 de marzo de 2004) fue un filólogo y profesor español director de la Real Academia Española entre 1992 y 1998.

## Biografía
Cursó el bachillerato en el Instituto «Goya» de Zaragoza (1934-1941). En sus aulas despierta su amor por la literatura José Manuel Blecua Teijeiro (1913-2003), quien años después será catedrático de Literatura Española en la Universidad de Barcelona. Realiza los Estudios Comunes en la Facultad de Filosofía y Letras de la Universidad de Zaragoza (1941-1943), donde es alumno de Francisco Ynduráin Hernández (1910-1994), y estudia Filología Románica en la Universidad de Madrid (1943-1945). En 1947 se doctora por esta Universidad bajo la dirección de Dámaso Alonso (1898-1990).
Logra la cátedra de Gramática General y Crítica Literaria de la Universidad de Salamanca en 1949. Es decano de su Facultad de Filosofía y Letras (1962-1968). Se incorpora en 1971 a la Universidad Autónoma de Madrid como catedrático de Lengua Española. Desde 1978 hasta 1988 es catedrático en la Universidad Complutense de Madrid. Se jubila en 1988 como catedrático de Teoría de la Literatura. Enseña, asimismo, como profesor visitante en universidades de Alemania (Heidelberg), Francia (Toulouse) y Estados Unidos (Austin), y como profesor asociado en la Sorbona (París III).
Aúna sus conocimientos filológicos y su interés por el periodismo en el Consejo Asesor de Estilo del Departamento de Español Urgente de la Agencia EFE, del que es miembro fundador. Participa activamente en la redacción de su Manual de Español Urgente (1976).
Desde 1972 ocupa el sillón R de la Real Academia Española —vacante por el fallecimiento de Luis Martínez Kleiser— y es su director de 1992 a 1998. Se preocupa entonces especialmente de financiar la institución con la creación de la Fundación Pro Real Academia Española (1993). Esta financiación le permite afrontar nuevos proyectos. Cuando abandona la dirección, ya están muy avanzados los bancos de datos informáticos Corpus diacrónico del español (CORDE) y Corpus de referencia del español actual (CREA).
Sus cenizas reposan en Magallón (Zaragoza), localidad de la que eran naturales sus padres y con la que mantuvo fuertes vínculos durante toda su vida.

## Obra
Se puede agrupar en cinco apartados: estudios lingüísticos, estudios literarios, libros de educación secundaria, artículos periodísticos y obra teatral.

### Estudios lingüísticos
- De acuerdo con el ambiente académico de su época de formación, su primera obra es un estudio dialectal: El habla de Magallón. Notas para el estudio del aragonés vulgar (1945).[1]
- Pronto, sin embargo, demuestra originalidad en sus planteamientos. Su tesis doctoral, Las ideas lingüísticas en España durante el siglo XVIII (1949), constituye una de las primeras investigaciones sobre historia de las ideas lingüísticas e inicia su interés por una época por aquel entonces desatendida.[2] Otra obra reseñable sobre la lingüística de la Ilustración es su discurso de ingreso en la Real Academia Española Crónica del Diccionario de Autoridades (1713-1740) (1972).

- De 1953 es la primera edición del Diccionario de términos filológicos. Tuvo dos nuevas ediciones muy ampliadas (1963) y (1968), y múltiples reimpresiones. Pese a los años transcurridos, continúa siendo una obra de consulta de gran utilidad.[3]

- En cuanto a sus investigaciones de gramática, incorpora en la década de 1970 al ámbito español los estudios de gramática generativa. Desde esta perspectiva teórica, polemiza sobre el artículo (1975) y sobre la pasiva (1975) con Emilio Alarcos Llorach (1922-1998), defensor de un estructuralismo funcionalista.

Buena parte de sus escritos de lingüística están recogidos en su libro Estudios de lingüística (1980).

### Estudios literarios
Su labor comprende estudios específicos sobre géneros y autores literarios, y estudios de teoría general de la literatura.
- En investigaciones concretas ilumina, ante todo, la literatura del Siglo de Oro. Destacan las compilaciones de artículos Estilo barroco y personalidad creadora[5] (1966; edición ampliada en 1974), Clásicos españoles. De Garcilaso a los niños pícaros[6] (2003) y sus obras sobre la picaresca: «Lazarillo de Tormes» en la picaresca[7] (1972) y la edición filológica de La vida del Buscón llamado Don Pablos de Francisco de Quevedo (1965).[8]

- En teoría de la literatura incorpora el estructuralismo a los estudios literarios a través de los formalistas rusos y, muy especialmente, de la Poética de Roman Jakobson (1896-1982). Su contribución principal en este ámbito es la compilación Estudios de Poética (la obra en sí) (1976), que se complementa con artículos posteriores, varios de ellos recogidos en De poética y poéticas (1990).[9][10]

Lázaro fue un reputado conferenciante. Muchos de sus artículos literarios fueron antes conferencias. Se pueden escuchar las series de Comunicación y lenguaje poéticos (1982) y Hacia una moderna pedagogía de la literatura (1991), en la página web de la Fundación Juan March

### Libros de texto de educación secundaria
- En una estancia de formación en Francia en la década de 1950 conoce el método docente del comentario de textos. Lo aplica en Cómo se comenta un texto en el bachillerato (1957), escrito en colaboración con Evaristo Correa Calderón (1899-1986). Tiene un éxito inmediato entre los profesores de secundaria, pues rompe con la tradición de un estudio exclusivamente memorístico de la literatura. Posteriormente, y ampliado con otros artículos, cambia su título a Cómo se comenta un texto literario (1974).[11][12]

- Desde entonces y hasta sus últimos años, escribe distintos manuales de enseñanza secundaria de lengua y literatura españolas bien con Correa Calderón, bien con Vicente Tusón Valls (1934-1999), bien en solitario. Son los libros de texto de educación secundaria de lengua y literatura españolas más utilizados en España en las décadas de 1960 a 1990, en ellos se combinan la exposición teórica con los ejercicios prácticos.

### Artículos periodísticos
Se pueden agrupar en dos apartados principales, los de crítica teatral y los de corrección idiomática.
- Los primeros los publica semanalmente en la revista barcelonesa Gaceta Ilustrada y, con posterioridad, en la madrileña Blanco y Negro. Salvo unos pocos que se recogen en Azaña, Lorca, Valle y otras sombras (2004) no se encuentran compilados en libro.[13]

- Los artículos de corrección idiomática aparecen con el epígrafe de El dardo en la palabra en el diario Informaciones de Madrid en 1975, posteriormente la Agencia EFE los distribuye a distintos diarios de España y de América, y de 1999 a 2003 se publican en el diario madrileño El País, que se encarga de su distribución en América. Lázaro los reúne en dos libros: El dardo en la palabra (1997) y El nuevo dardo en la palabra (2003). En estos artículos critica con un tono humorístico los usos, sobre todo periodísticos, que no se acomodan a la norma culta del español. Constituyen un gran éxito que acerca a Lázaro al público general. El valor fundamental de El dardo en la palabra consiste en alertar a la población sobre la necesidad de hacer un uso cuidadoso del idioma; carece, no obstante, de todo valor normativo. Gracias a estos artículos, consigue que el empleo del idioma se convierta en un asunto de discusión del público culto.[14][15]

### Obra teatral
- En la década de 1950 Lázaro escribe dos dramas, La señal (1952) y Un hombre ejemplar (1956). El primero se llegó a representar en el teatro María Guerrero de Madrid (1956), si bien con poca asistencia de público.[16][17]

- Mucho más éxito tuvo la comedia La ciudad no es para mí, que publica con el pseudónimo Fernando Ángel Lozano. La representa el actor Paco Martínez Soria tanto en el teatro (estreno en 1962 y varios años seguidos en cartel), como en una adaptación para el cine dirigida por Pedro Lazaga (1965). El guion cinematográfico lo escribieron Vicente Coello y Pedro Masó. En alguna ocasión, Lázaro se refirió a esta obra como «un pecado venial».[18]

## Premios y distinciones

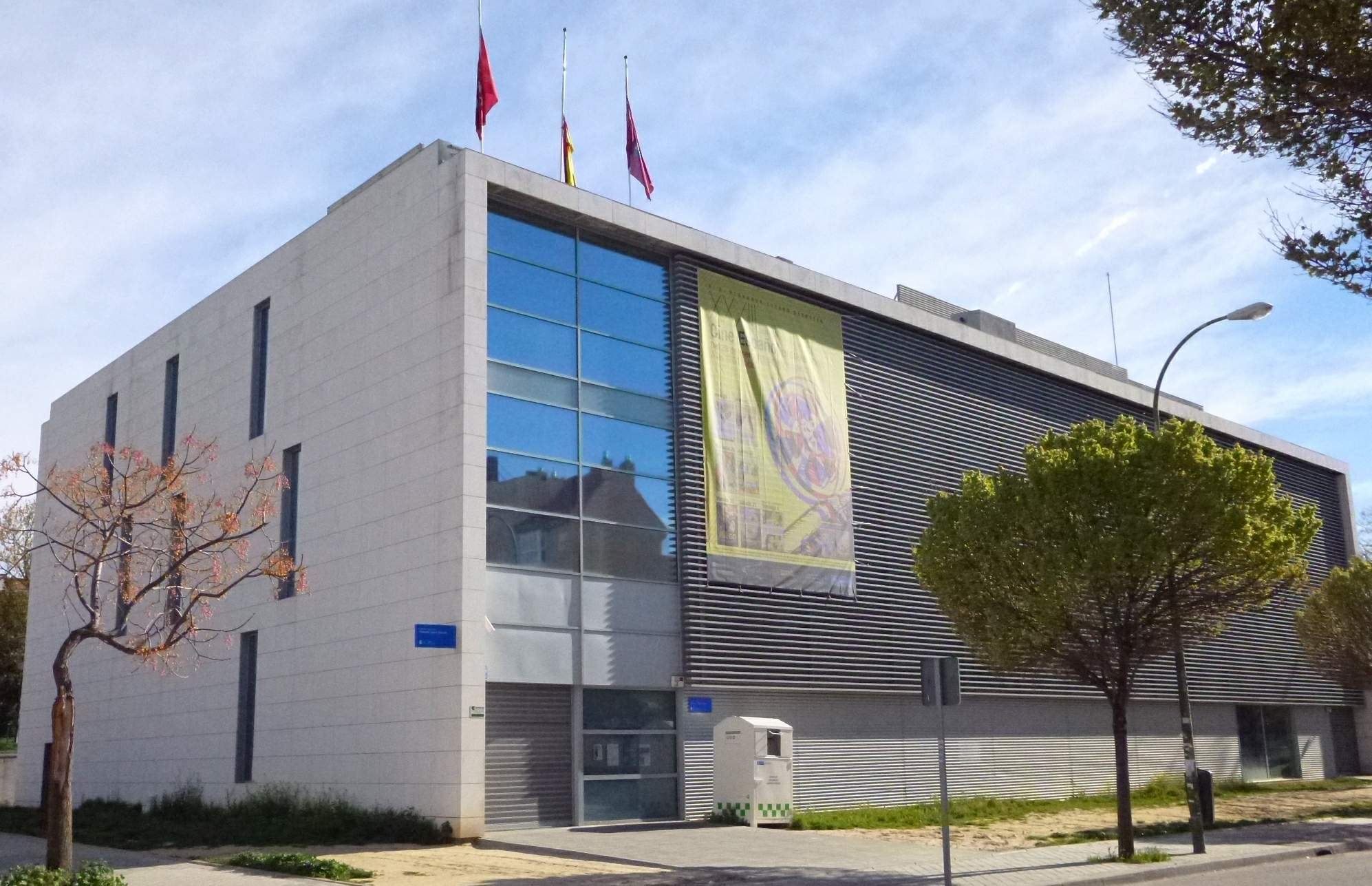
Centro Cultural Fernando Lázaro Carreter en el barrio madrileño de Carabanchel.

Recibe doctorados «honoris causa» por las universidades de Zaragoza (1985), Salamanca (1986), Autónoma de Madrid (1988), Valladolid (1993), La Laguna (1994) y La Coruña (1997).
Se le concedieron las siguientes distinciones: Commandeur dans l'Ordre des Arts et des Lettres de la República Francesa (1979), Cruz de San Jorge (1983), Medalla de oro de la ciudad de Zaragoza (1997), Orden del Mérito de la República Argentina (1998), Gran Cruz de Alfonso X el Sabio (2000). Y los premios:
- Premio Manuel Aznar de Periodismo (1982)
- Premio Mariano de Cavia de Periodismo (1984)
- Premio Aragón de las Letras (1990)
- Premio Blanquerna (1993)
- Premio Internacional Menéndez Pelayo (1994)
- Premio Nacional de Periodismo (1996)
- Premio Don Juan de Borbón (1997)
- Premio Ciudad de Alcalá de las Artes y las Letras (2003)

Para honrar su memoria la Fundación Germán Sánchez Ruipérez crea el Premio Lázaro Carreter, y el Ayuntamiento de Zaragoza el Premio Lázaro Carreter de Literatura Dramática . Varios centros de educación secundaria  Archivado el 15 de febrero de 2009 en Wayback Machine.  Archivado el 7 de septiembre de 2008 en Wayback Machine.  y bibliotecas  españoles llevan su nombre.